# Quoi ? L'Éternité
Pour les articles homonymes, voir Quoi ? L'Éternité (homonymie).
Elle est retrouvée !

Quoi ? l’éternité.

C’est la mer mêlée

Au soleil.
Pour plus de détails, voir Fiche technique et Distribution.
Quoi ? L'Éternité est un  documentaire français réalisé par Étienne Faure et sorti en 2004.

## Synopsis
Hommage à l'intemporalité et à l'universalité d'Arthur Rimbaud. Des lectures d'extraits des œuvres du poète par des personnalités et des anonymes du monde entier se mêlent à des images captées sur ses traces dans plusieurs pays.

## Fiche technique
- Titre original : Quoi ? L'Éternité[3]
- Réalisation : Étienne Faure
- Scénario : Étienne Faure, Claude Jeancolas
- Photographie : Étienne Faure, Gilles Blindi
- Son : Marc Ricard
- Montage : Agathe Devaux-Charbonnel
- Musique : Steven Clapton
- Producteur : Étienne Faure
- Sociétés de production : Eivissa Production (France), TV5 (France), CNC (France), Ville de Charleville-Mézières (France)
- Société de distribution : Eivissa Production (France)
- Pays d'origine :  France
- Langue originale : français
- Format : DVCAM — couleur — 1.85:1 Beta SP — son stéréo Dolby Digital
- Genre : documentaire, portrait
- Durée : 58 minutes
- Date de sortie : 2004[2]

## Distribution
- Jean-Claude Brialy : lui-même
- Dolores Chaplin : elle-même
- Bertrand Delanoë : lui-même
- Jean-François Deniau : lui-même
- Lucien Francoeur : lui-même
- Christopher Hampton : lui-même
- Jocelyn Quivrin : lui-même
- Raphael : lui-même
- Sébastien Roch : lui-même
- Marcel Rufo : lui-même

## Production
- Film produit dans le cadre de la célébration du cent cinquantième anniversaire de la naissance d'Arthur Rimbaud (1854).

## Vidéographie
- 2005 : Quoi ? L'Éternité + bonus (interviews du réalisateur et de Claude Jeancolas et extrait du long métrage In extremis d’Étienne Faure), 1 DVD Zone 2 PAL, Eivissa Productions 05-D001.